# Melica uniflora
La melica comune (Melica uniflora Retz., 1779) è una pianta angiosperma monocotiledone appartenente alla famiglia delle Poacee (o Gramineae, nom. cons.).

## Etimologia
Il nome generico (Melica) fa riferimento alla parola "miele" ossia "erba del miele", nome assegnato dal botanico, medico e anatomista italiano Andrea Cesalpino (Arezzo, 6 giugno 1519 – Roma, 23 febbraio 1603) ad una specie di sorgo. Tale nome è stato dato probabilmente per la dolcezza del gambo di alcune specie di questo genere. L'epiteto specifico (uniflora) significa "a fiore singolo".

## Descrizione

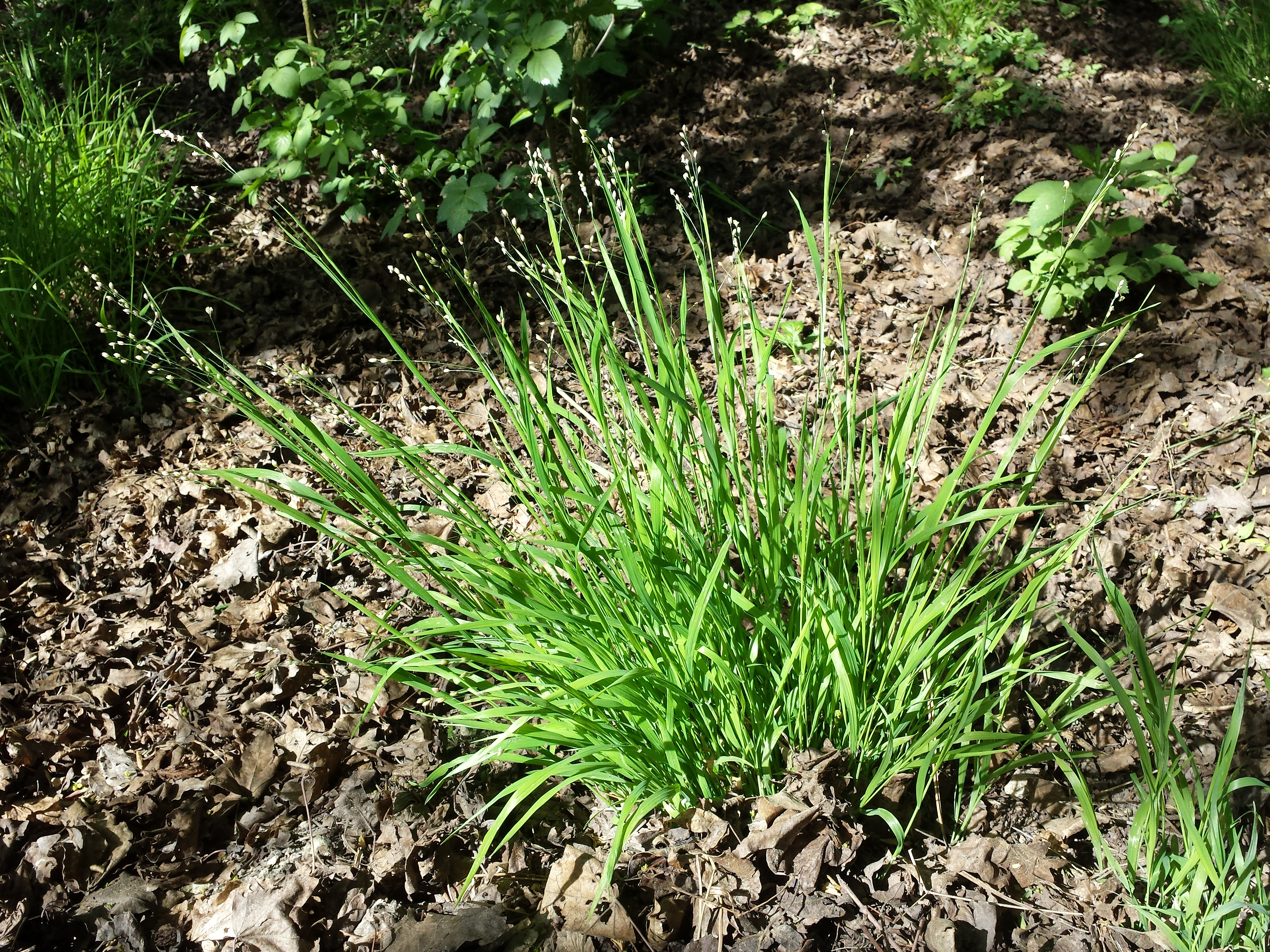
Il portamento

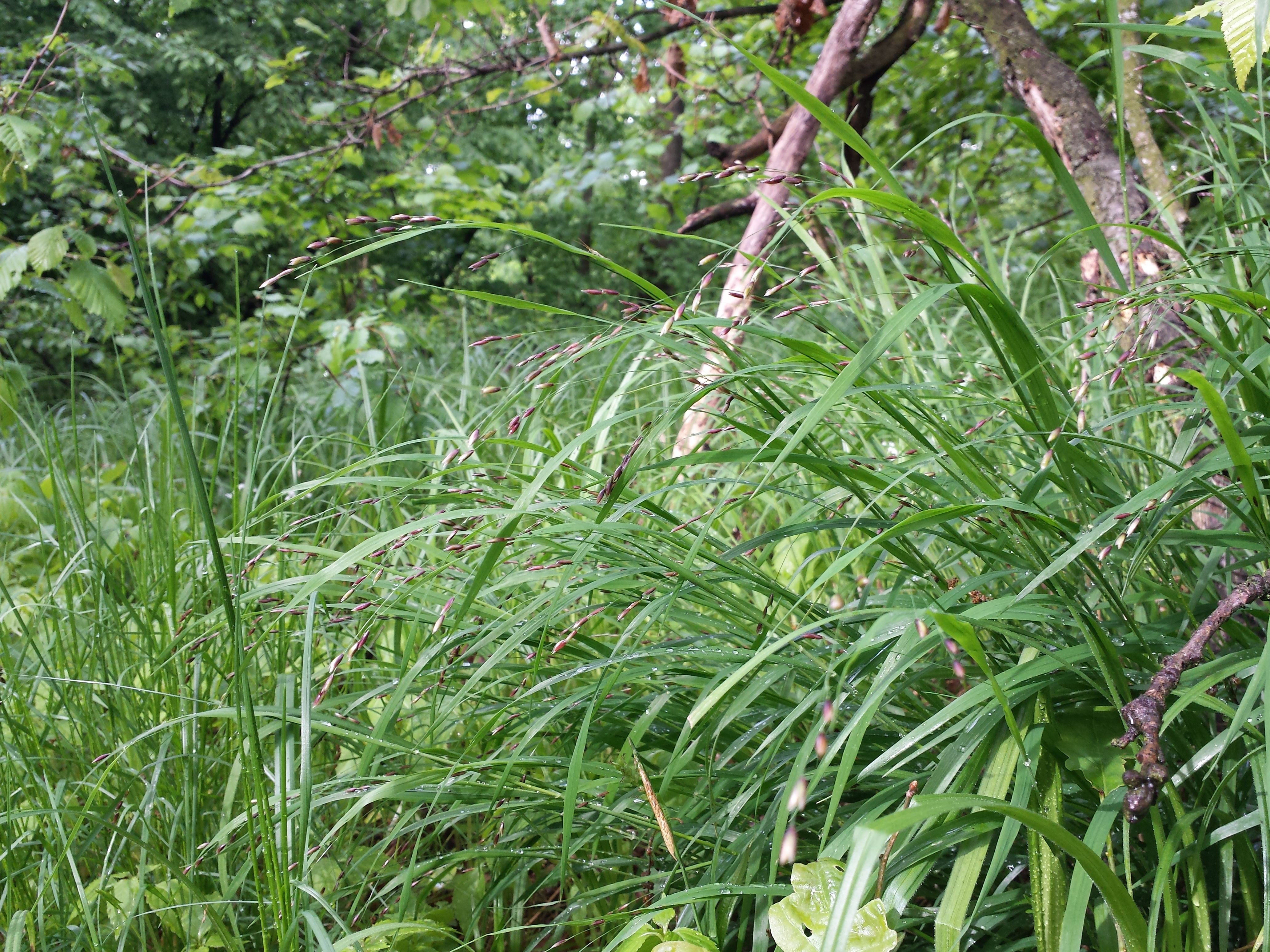
Le foglie

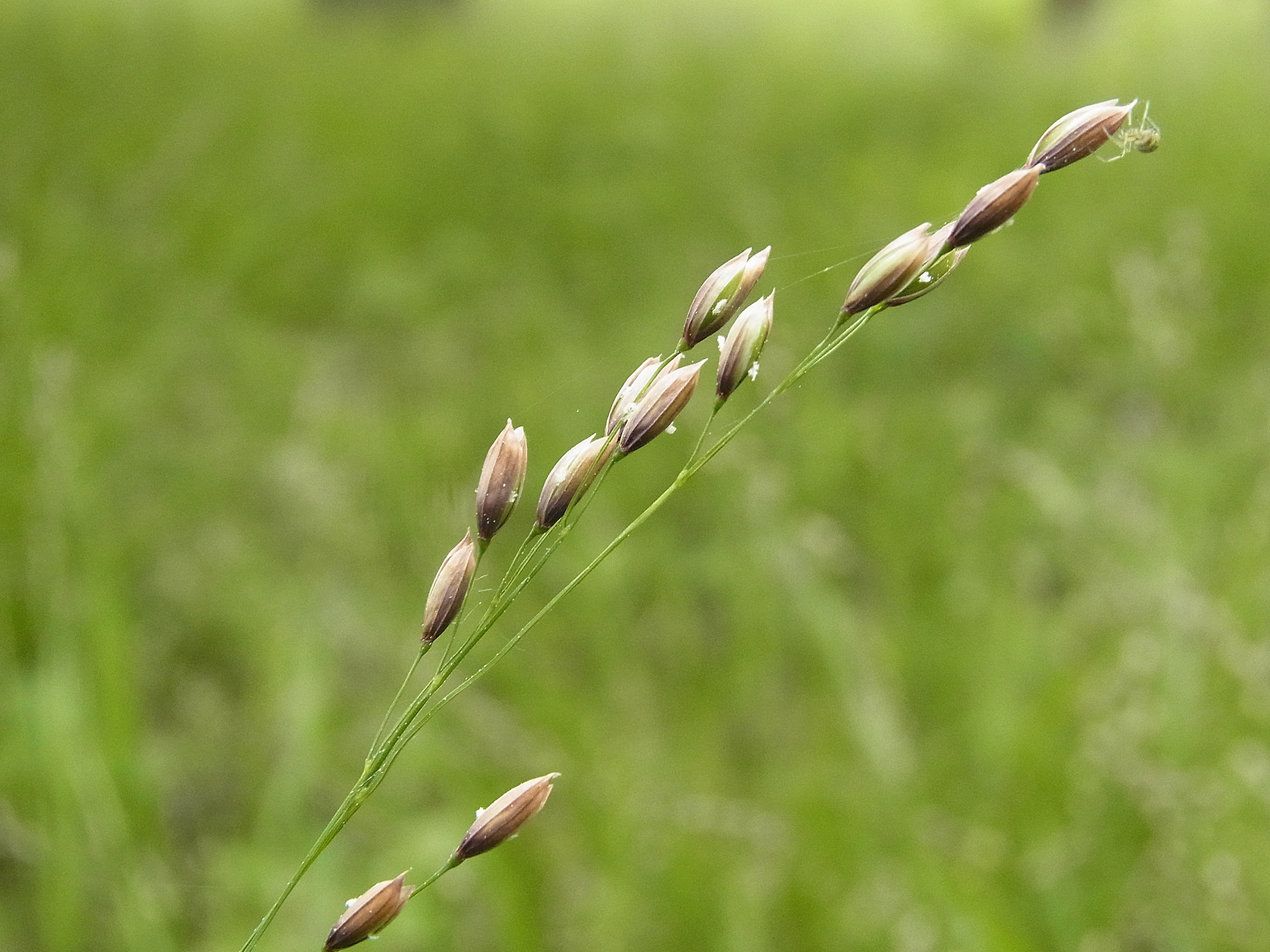
L'infiorescenza

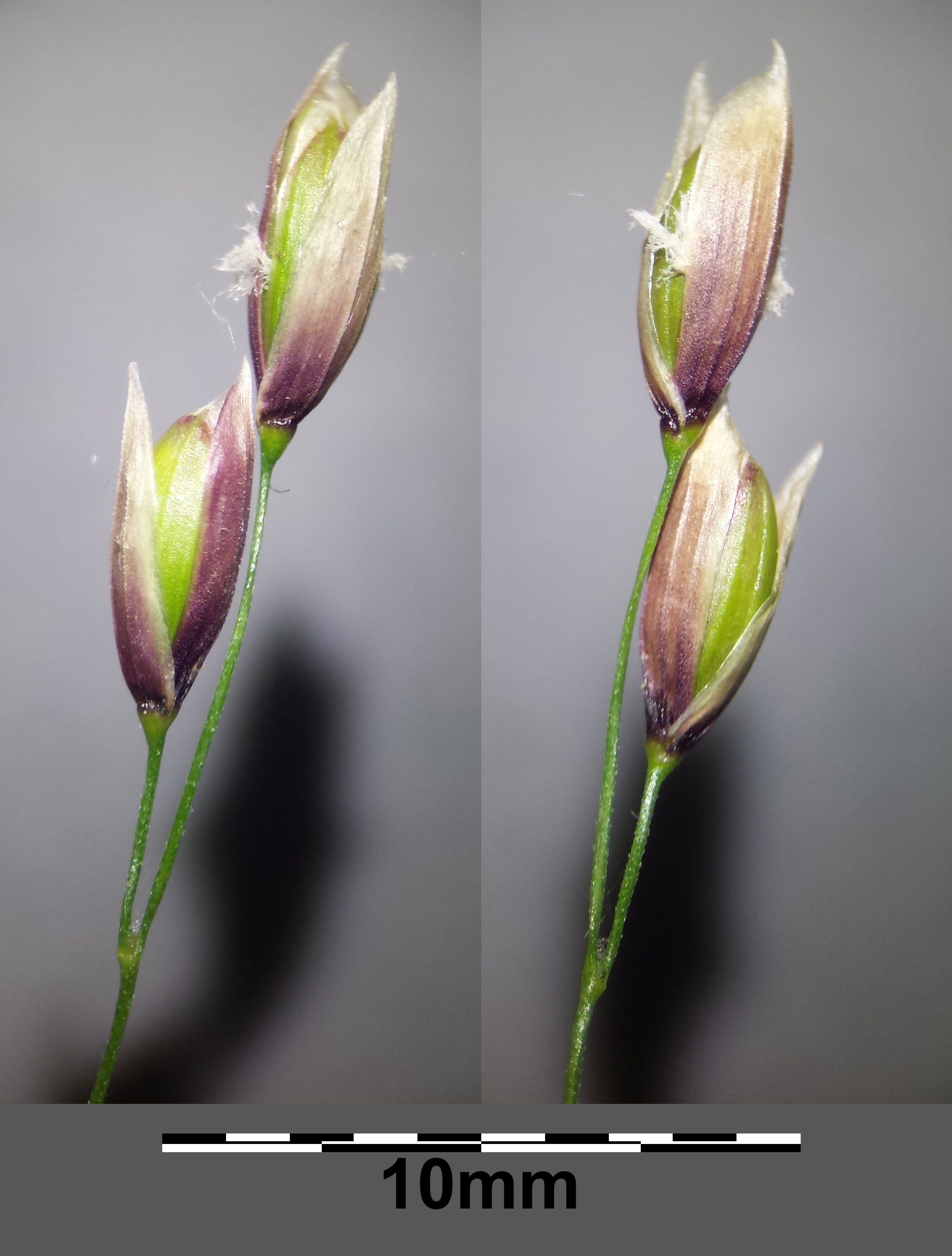
Le spighette

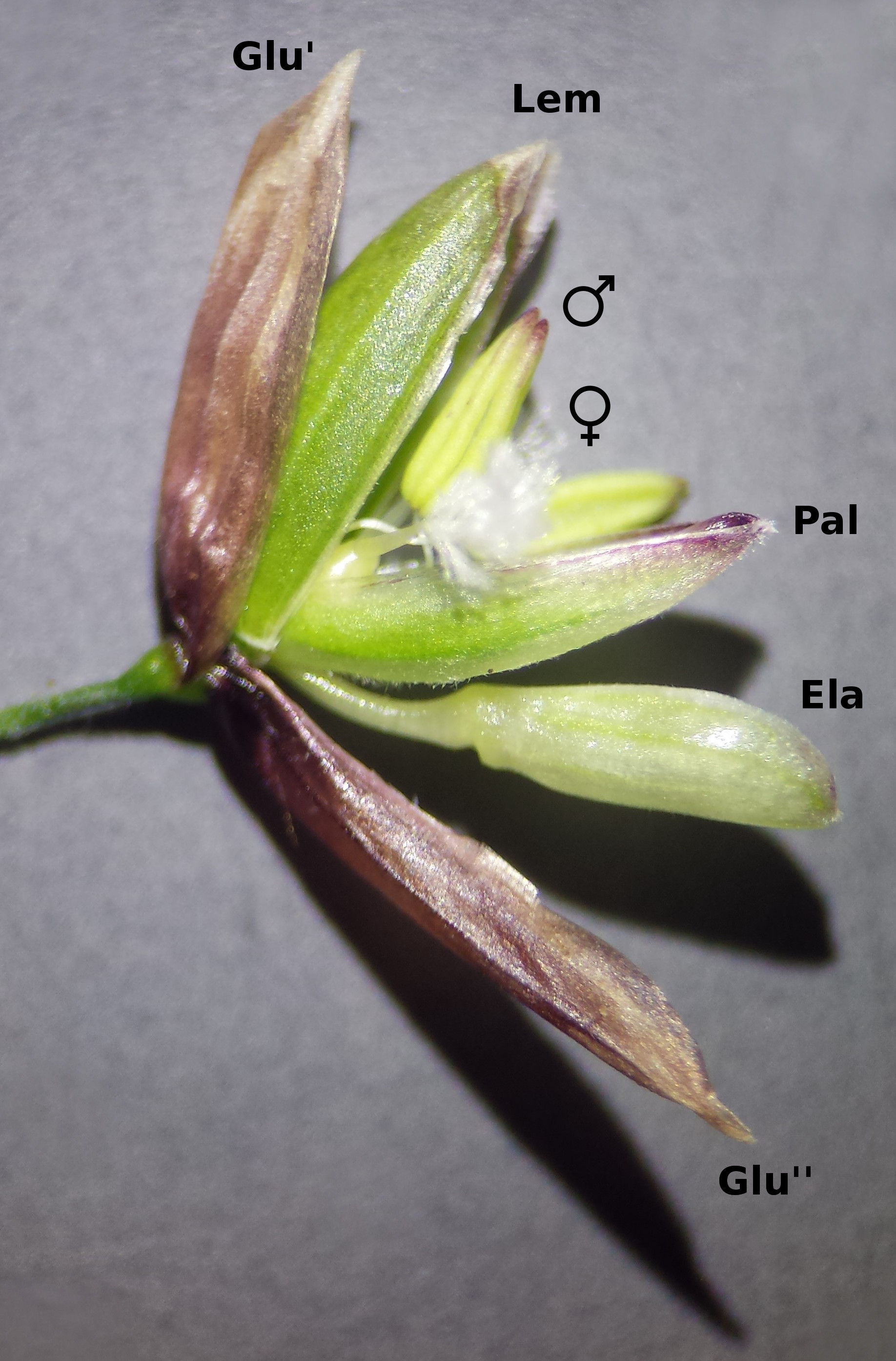
I fiori

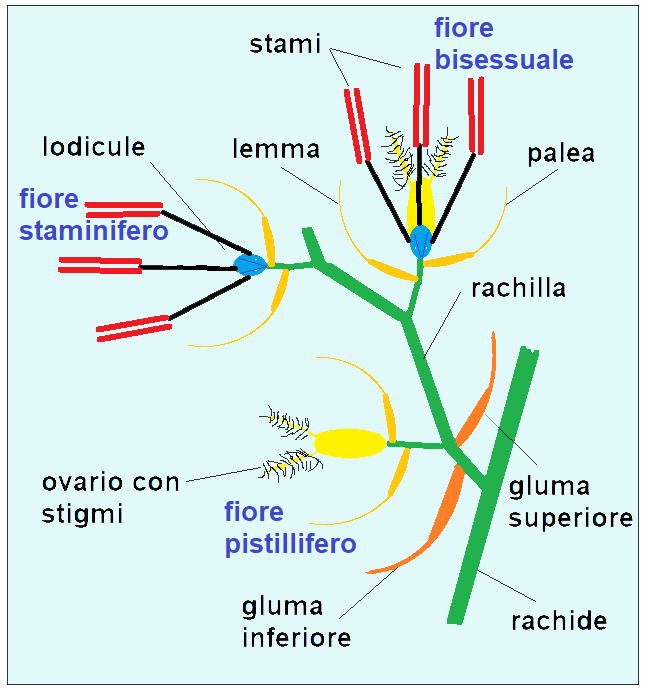
Spighetta generica con tre fiori diversi

Queste piante arrivano ad una altezza di 3 - 4 dm, massimo 6 dm. La forma biologica è emicriptofita cespitosa (H caesp), sono piante erbacee, bienni o perenni, con gemme svernanti al livello del suolo e protette dalla lettiera o dalla neve e presentano ciuffi fitti di foglie che si dipartono dal suolo.

### Radici
Le radici sono secondarie (avventizie) da un rizoma sotterraneo.

### Fusto
- La parte sotterranea del fusto è un rizoma lungamente stolonifero. Lunghezza del rizoma: 1 m.
- La parte aerea del fusto (culmo) è gracile con portamento genicolato-ascendente. La superficie è liscia (un po' scabra nell'infiorescenza).

### Foglie
Le foglie lungo il culmo sono disposte in modo alterno, sono distiche e si originano dai vari nodi. Sono composte da una guaina, una ligula e una lamina. Le venature sono parallelinervie (quelle trasversali sono presenti ma deboli). Non sono presenti i pseudopiccioli e, nell'epidermide delle foglia, le papille. Quelle inferiori sono ridotte alla sola guaina (colorata di violaceo).
- Guaina: la guaina è abbracciante il fusto e priva di auricole; la superficie è glabra.
- Ligula: la ligula è tronca, mentre l'antiligula (una guaina prolungata in una appendice lesiniforme opposta alla ligula) è acuta. Lunghezza della ligula: 0,5 mm. Lunghezza dell'antiligula: 2 - 3 mm.
- Lamina: la lamina, piana e molle, ha delle forme lineari-pendule; sui margini e sulla pagina superiore è cigliata, alla base è pubescente. Dimensione della lamina: larghezza 2 - 3 mm (massimo 7 mm); lunghezza 5 - 20 cm.

### Infiorescenza
Infiorescenza principale (sinfiorescenza o semplicemente spiga): le infiorescenze, ascellari e terminali, sono poco ramificate e formate da una pannocchia povera, ma aperta e unilaterale. Le spighette sono 1 - 6 (massimo 10), sono pendule su rami capillari allungati. La fillotassi dell'inflorescenza inizialmente è a due livelli, anche se le successive ramificazioni la fa apparire a spirale. Dimensioni della pannocchia: larghezza 1 – 12 cm (massimo 18 cm); lunghezza 6 – 22 cm. 

### Spighetta
Infiorescenza secondaria (o spighetta): le spighette, pedicellate, con forme obovate e sottese da due brattee distiche e strettamente sovrapposte chiamate glume (inferiore e superiore), sono formate da un fiore fertile. È presente anche un fiore sterile (abortivo); in questo caso è in posizione distale rispetto a quelli fertili. Alla base di ogni fiore sono presenti due brattee: la palea e il lemma. La disarticolazione avviene con la rottura della rachilla tra i fiori o sotto le glume persistenti. Lunghezza dei pedicelli: 2 – 5 mm. Lunghezza della spighetta: 4 – 7 mm.
- Glume: le glume, con forme oblunghe acute, sono colorate di viola. Lunghezza delle glume: 3 - 6 mm.
- Palea: la palea è un profillo con due venature e apici cigliati.
- Lemma: i lemmi dei fiori fertili sono glabri ed hanno delle forme ellittiche e consistenza cartacea. Lunghezza del lemma: 5 - 7 mm.

### Fiore
I fiori fertili sono attinomorfi formati da 3 verticilli: perianzio ridotto, androceo  e gineceo.
- Formula fiorale:

- , P 2, A (1-)3(-6), G (2–3) supero, cariosside.

- Il perianzio è ridotto e formato da due lodicule, delle squame traslucide, poco visibili (forse relitto di un verticillo di 3 sepali). Le lodicule sono membranose e non vascolarizzate.

- L'androceo è composto da 3 stami ognuno con un breve filamento libero, una antera sagittata e due teche. Le antere sono basifisse con deiscenza laterale. Il polline è monoporato. Lunghezza delle antere: 1,5 - 2,3 mm.

- Il gineceo è composto da 3-(2) carpelli connati formanti un ovario supero. L'ovario, glabro, ha un solo loculo con un solo ovulo subapicale (o quasi basale). L'ovulo è anfitropo e semianatropo e tenuinucellato o crassinucellato. Lo stilo, breve, è unico con due stigmi papillosi e distinti.

- Fioritura: da maggio a giugno (agosto).

### Frutti
I frutti sono del tipo cariosside, ossia sono dei piccoli chicchi indeiscenti, con forme ovoidali, nei quali il pericarpo è formato da una sottile parete che circonda il singolo seme. In particolare il pericarpo è fuso al seme ed è aderente. L'endocarpo non è indurito e l'ilo è lungo e lineare. L'embrione è piccolo e provvisto di epiblasto ha un solo cotiledone altamente modificato (scutello senza fessura) in posizione laterale. I margini embrionali della foglia non si sovrappongono.

## Biologia
Come gran parte delle Poaceae, questa specie si riproduce per impollinazione anemogama. Gli stigmi più o meno piumosi sono una caratteristica importante per catturare meglio il polline aereo. 
La dispersione dei semi avviene inizialmente a opera del vento (dispersione anemocora) e una volta giunti a terra grazie all'azione di insetti come le formiche (mirmecoria).

## Distribuzione e habitat

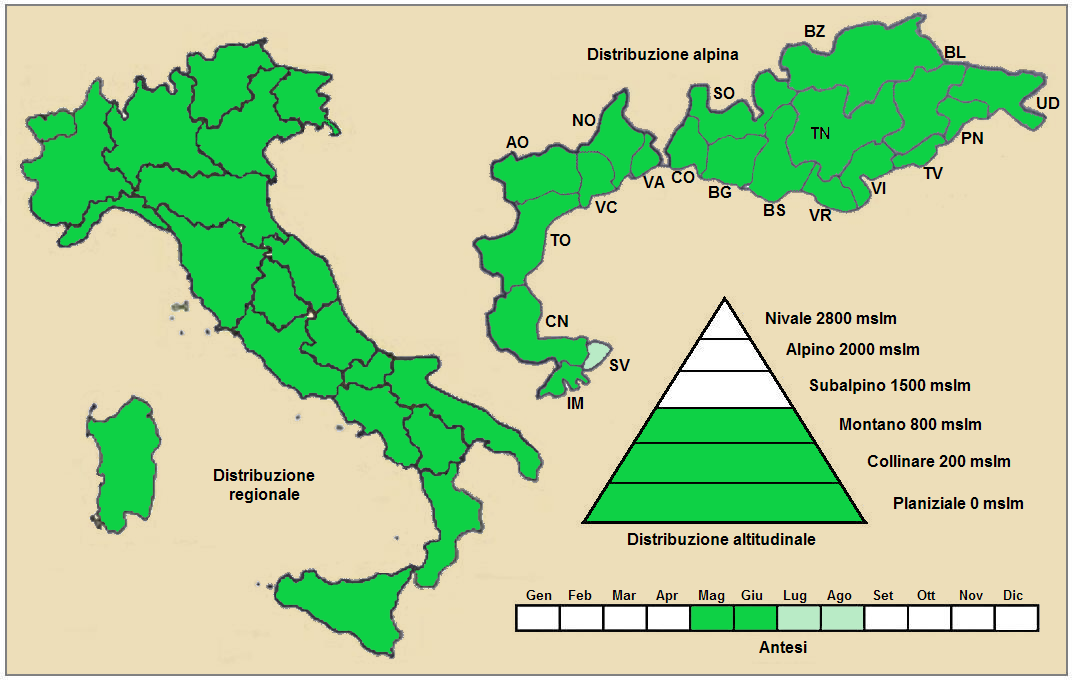
Distribuzione in Italia
(Distribuzione regionale – Distribuzione alpina)

- Geoelemento: il tipo corologico (area di origine) è Paleotemperato / Europeo.
- Distribuzione: in Italia è una specie comune su tutto il territorio (Alpi comprese). Fuori dall'Italia, sempre nelle Alpi, questa specie si trova in Francia (tutti i dipartimenti alpini) e in Svizzera.[13] Nel resto dell'Europa e dell'areale del Mediterraneo questa specie si trova dalla Penisola Iberica alla Russia, compresa la Transcaucasia, l'Anatolia, la Siria e il Magreb.[14] Fuori dall'Europa si trova nell'Asia temperata (Caucaso e Asia occidentale).[11]
- Habitat: gli habitat tipici per questa pianta sono i boschi termofili (leccete e querceti caducifogli). Il substrato preferito è calcareo ma anche siliceo con pH acido, bassi valori nutrizionali del terreno che deve essere mediamente umido.[13]
- Distribuzione altitudinale: sui rilievi queste piante si possono trovare fino a 800 m s.l.m. (in Sicilia fino a 1.600 m s.l.m.); nelle Alpi frequentano quindi i seguenti piani vegetazionali: collinare e montano (oltre a quello planiziale – a livello del mare).

### Fitosociologia

#### Areale alpino
Dal punto di vista fitosociologico alpino Melica uniflora appartiene alla seguente comunità vegetale:
- Formazione: delle comunità forestali

- Classe: Carpino-Fagetea

- Ordine: Fagetalia sylvaticae

#### Areale italiano
Per l'areale completo italiano Melica uniflora appartiene alla seguente comunità vegetale:
- Macrotipologia: vegetazione forestale e preforestale

- Classe: Querco roboris-Fagetea sylvaticae Br.-Bl. & Vlieger in Vlieger, 1937

- Ordine: Fagetalia sylvaticae Pawłowski in Pawłowski, Sokołowski & Wallisch, 1928

- Alleanza: Tilio platyphylli-Acerion pseudoplatani Klika, 1955

- Suballeanza: Ostryo carpinifoliae-Tilienion platyphylli Kosir, Carni & Di Pietro, 2008

Descrizione. La suballeanza Ostryo carpinifoliae-Tilienion platyphylli è relativa alle associazioni nei boschi misti di latifoglie a carattere xero-termofilo dell’Europa sud-orientale. Questa cenosi si sviluppa nei fondovalle e negli ambienti di forra, principalmente nei settori a clima sub-Mediterraneo. In Italia queste comunità sono distribuite nell’Appennino centro-settentrionale.  La caratteristica principale di questa suballeanza è un’elevata diversità della componente legnosa arborea (le diverse entità sono elecate nel seguente paragrafo: "Specie presenti nell'associazione").
Specie presenti nell'associazione: Tilia plathyphyllos, Acer platanoides, Acer pseudoplatanus, Acer obtusatum, Fraxinus excelsior, Ulmus glabra, Ostrya carpinifolia, Fagus sylvatica, Symphytum tuberosum, Cardamine enneaphyllos, Polystichum setiferum, Lamiastrum galeobdolon, Geranium robertianum, Dryopteris filix-mas, Mercurialis perennis, Corylus avellana, Galium odoratum, Mycelis muralis, Primula vulgaris, Hedera helix, Fraxinus ornus, Acer campestre, Crataegus monogyna, Rosa arvensis, Cyclamen purpurascens, Tamus communis, Helleborus odorus, Festuca heterophylla, Daphne laureola, Hepatica nobilis, Euonymus latifolius, Ligustrum vulgare, Melittis melissophyllum e Clematis vitalba.
Altre alleanze per questa specie sono:
- Galio odorati-Fagion sylvaticae
- Lathyro veneti-Fagenion sylvaticae
- Geranio versicoloris-Fagion sylvaticae
- Doronico orientalis-Fagenion sylvaticae
- Lauro nobilis-Tilion platyphylli
- Tilio pseudorubrae-Ostryenion carpinifoliae
- Aceri obtusati-Populenion tremulae

## Tassonomia
La famiglia delle Poacee comprende circa 800 generi e oltre 9.000 specie. È una delle famiglie più numerose e più importanti del gruppo delle monocotiledoni. La famiglia è suddivisa in 12 sottofamiglie, il genere Melica fa parte della sottofamiglia Pooideae, tribù Meliceae.

### Filogenesi
Il genere di questa specie (Melica) fa parte della supertribù Melicodae Soreng, 2017 (tribù Meliceae Link ex Endl., 1830). La supertribù Melicodae, dal punto di vista filogenetico, è la seconda supertribù, dopo la supertribù Nardodae Soreng, 2017, ad essersi evoluta nell'ambito della sottofamiglia Pooideae.
Per il genere di questa voce è descritta la seguente sinapomorfia: gli apici delle glume sono traslucidi.
Il numero cromosomico di M. unflora è: 2n = 18 (54).